# Johann Sebastian Bach
Johann Sebastian Bach (født 21. marts 1685, død 28. juli 1750) var en tysk komponist fra senbarokken. Han er kendt for sit omfattende kompositoriske oeuvre, der spænder over en bred vifte af instrumenter og genrer. Blandt hans mest berømte værker er orkesterværket Brandenburgische Konzerte (1721), cembaloværkerne Goldberg-Variationen (1741) og Das Wohltemperierte Klavier (1722 og 1742), orgelværkerne Schübler-Choräle (1747) og Toccata und Fuge in d-Moll, samt korværkerne Matthäus-Passion (1727) og H-Moll-Messe (1749). Siden genopdagelsen af den tidlige musik i det 20. århundrede er Bach blevet bredt anerkendt som en af de største komponister i den vestlige musikhistorie.
Bach blev født ind i en musikalsk familie, der allerede talte flere anerkendte komponister. Han var den yngste søn af musikeren Johann Ambrosius Bach og blev født i Eisenach i det nuværende Tyskland. Da han som 10-årig blev forældreløs, flyttede han ind hos sin ældste bror, Johann Christoph Bach, hvor han boede de næste fem år, før han rejste til Lüneburg for at studere musik. I begyndelsen af det 18. århundrede fik han ansættelse som musiker ved de protestantiske kirker i Arnstadt og Mühlhausen samt ved fyrstehofferne i Weimar og Köthen, hvor han primært skrev henholdsvis orgel- og kammermusik.
Fra 1723 var Bach ansat som Thomaskantor i Leipzig, hvor han hovedsageligt skrev musik til byens protestantiske kirker og til universitetets studenterensemble, Collegium Musicum. Han havde dog et anstrengt forhold til sin arbejdsgiver, Leipzigs byråd, selvom hans vilkår blev forbedret, da Frederik August 2. af Sachsen udnævnte ham til hofkomponist i 1736. I sine sidste leveår reviderede og udbyggede Bach mange af sine tidligere kompositioner. Han døde som 65-årig i 1750 efter en mislykket øjenoperation.
Bach berigede den veletablerede tyske musiktradition gennem sin enestående beherskelse af kontrapunkt, harmonik og motivisk organisering. Samtidig formåede han at integrere udenlandske rytmer og former, særligt fra Italien og Frankrig. Han komponerede hundredvis af både verdslige og kirkelige kantater, passioner, oratorier og motetter og satte musik til flere af Martin Luthers salmer. Dertil kommer en lang række orgelværker, solokoncerter for blandt andet violin og cembalo samt orkester- og kammersuiter.
Gennem det 18. århundrede blev Bach primært anerkendt som en fremragende organist, mens hans cembaloværker – som Das Wohltemperierte Klavier – blev værdsat for deres musikpædagogiske kvaliteter. I det 19. århundrede udkom flere betydningsfulde biografier om Bach, og hans samlede kendte værker blev udgivet. Hans liv og musik blev i det 20. århundrede yderligere belyst i akademiske tidsskrifter udelukkende dedikeret til ham, og i 1950 udgav Wolfgang Schmieder for første gang en samlet fortegnelse over hans værker, Bach-Werke-Verzeichnis (BWV). Bachs musik er blevet udbredt gennem utallige bearbejdelser, herunder August Wilhelmjs Air auf der G-Saite (1871) og Myra Hess' Jesus, Joy of Man’s Desiring (1926). Ved 250-året for hans død i år 2000 blev hele hans oeuvre indspillet og udgivet.

## Biografi

### Barndom (1685-1703)
Johann Sebastian Bach blev født den 31. marts 1685 i Eisenach i Hertugdømmet Sachsen-Eisenach, i det nuværende Tyskland, som den yngste af otte børn. Hans forældre var Johann Ambrosius Bach og Maria Elisabeth Lämmerhirt. Faderen, der var byens musikdirektør, lærte ham formentlig at spille violin og gav ham en grundlæggende indføring i musikteori. Bachs farbrødre var alle professionelle musikere og virkede som kirkeorganister, kammermusikere og komponister. En af dem, Johann Christoph Bach, introducerede ham til orglet. Også Bachs grandfætter, Johann Ludwig Bach, var en anerkendt komponist og violinist.
Blot otte måneder efter moderens død i 1694 mistede Bach også sin far. Som 10-årig flyttede han derfor ind hos sin ældste bror, Johann Christoph Bach, der var organist ved Mikaelskirken i Ohrdruf i Hertugdømmet Sachsen-Gotha-Altenburg. Her studerede, kopierede og opførte han sin brors musik, selvom det egentlig var ham forbudt, da nodepapir var en kostbar vare. Han modtog også værdifuld undervisning i cembalospil og blev introduceret til samtidens store komponister. Foruden tyske skikkelser som Johann Caspar Kerll, Johann Jakob Froberger og Johann Pachelbel – under hvem Johann Christoph selv havde studeret – blev Bach også bekendt med franske komponister som Jean-Baptiste Lully, Louis Marchand og Marin Marais samt den italienske komponist Girolamo Frescobaldi. Samtidig studerede han teologi, latin og græsk på den lokale latinskole.
I april 1700 blev Bach sammen med skolekammeraten Georg Erdmann optaget på den prestigefyldte Sankt Mikaels Skole i Lüneburg, beliggende to ugers rejse nord for Ohrdruf – en distance, de sandsynligvis tilbagelagde til fods. Her studerede Bach i to år og fik indsigt i europæisk kultur i bredere forstand. Han sang i koret og spillede på skolens orgel og cembalo. I Lüneburg kom han også i kontakt med flere nordtyske adelssønner fra det nærliggende Ritter-Akademie.

### Weimar, Arnstadt og Mühlhausen (1703-1708)
I januar 1703 blev Johann Sebastian Bach ansat som musiker ved hertug Johann Ernst 3.s hof i Weimar, kort tid efter sin dimission fra Sankt Mikaels Skole. Hans præcise arbejdsopgaver er ikke kendt, men har sandsynligvis været rutineprægede og ikke-musikalske. Hans ry som organist spredte sig dog hurtigt, og han blev snart inviteret til at inspicere det nye orgel i Neue Kirche – i dag kendt som Bachkirche – i det nærliggende Arnstadt. Her fik han også æren af at spille ved indvielseskoncerten. Den 14. august 1703 blev han udnævnt til organist ved kirken.
I Arnstadt kom Bach flere gange på kant med både sine arbejdsgivere og byens myndigheder. Han var utilfreds med niveauet blandt de musikstuderende, han skulle arbejde sammen med, og kaldte blandt andet én af dem, Geyersbach, for en "penisfagottist." Geyersbach angreb derfor Bach en sen aften med en kæp, hvilket førte til en anmeldelse fra Bach. Myndighederne nøjedes dog med at give Geyersbach en irettesættelse og pålagde i stedet Bach at sænke sine forventninger til de studerende. Kort efter opstod nye spændinger, da Bach uden tilladelse forlængede en orlov. Han havde fået bevilget fire ugers fravær fra Neue Kirche, men blev væk i hele fire måneder for at tage til Lübeck og studere hos den berømte organist og komponist Johann Adam Reincken. Den omkring 450 kilometer lange rejse hver vej foretog han tilsyneladende til fods. I Lübeck skulle han også høre den danske organist Diderich Buxtehude, som sandsynligvis introducerede ham for Reincken. Hos Reincken studerede Bach improvisation, kompositionsteknik og orgelspil på højt niveau. Bach kendte allerede Reinckens musik, for som 15-årig havde han kopieret det monumentale værk An Wasserflüssen Babylon (1663), som også senere fik betydning for hans egne kompositioner. Da Bach genså Reincken i 1720 og fremviste sine egne improvisationsevner, skulle den ældre mester efter sigende have sagt: "Jeg troede, denne kunstart var uddød, men nu ser jeg, at den lever videre i dig."
I 1706 søgte Bach stillingen som organist ved Blasiuskirken i Mühlhausen. Som en del af sin ansøgning opførte han påskedag 1707 en nyskrevet kantate, der formentlig var en tidlig version af Christ lag in Todes Banden. En måned senere blev han tilbudt stillingen, og i juli flyttede han til Mühlhausen, hvor lønnen og arbejdsvilkårene var markant bedre end i Arnstadt. Fire måneder efter sin ankomst giftede han sig med sin grandkusine Maria Barbara Bach. Kort tid efter overtalte han bystyret til at finansiere en omfattende og kostbar renovering af Blasiuskirkens orgel. I 1708 skrev han, på opfordring fra byrådet, den festlige kantate Gott ist mein König i anledning af indsættelsen af en ny byrådsforsamling.

### Tilbagevenden til Weimar (1708-1711)
I 1708 forlod Johann Sebastian Bach sin stilling i Mühlhausen for at vende tilbage til Weimar, denne gang som organist ved hoffet. Sammen med sin hustru flyttede han ind i et hus nær hertugslottet. Senere samme år fik parret deres første barn, Catharina Dorothea, og Maria Barbaras ugifte storesøster flyttede ind som husbestyrerinde – en rolle hun beholdt frem til sin død i 1729. Bach og Maria Barbara fik desuden tre sønner: Wilhelm Friedemann, Carl Philipp Emanuel og Johann Gottfried Bernhard, samt yderligere tre børn, som dog døde i deres første leveår.
I Weimar begyndte Bach primært at komponere for cembalo og orkester. Hans tekniske færdigheder var nu så veludviklede, at han turde udfordre de gængse tyske musikkonventioner og indarbejde udenlandske former. Særligt den italienske musikstil tiltrak ham. Han havde lært dens markante rytmer og harmonier at kende gennem komponister som Antonio Vivaldi, Arcangelo Corelli og Giuseppe Torelli. Bach tilegnede sig disse impulser ved at omarrangere flere af Vivaldis stryger- og blæserkoncerter for cembalo og orgel, og mange af disse arrangementer opføres stadig i dag. Han var især fascineret af den italienske koncertform, hvor soloinstrumentet og orkestret veksler i tæt dialog gennem en enkelt sats. Samtidig fortsatte Bach med at komponere for orgel og deltog jævnligt i hertugens orkester. Han begyndte også at skrive præludier og fugaer for cembalo, der senere blev samlet i det monumentale tobindsværk Das Wohltemperierte Klavier, bestående af i alt 48 præludier og fugaer i samtlige dur- og moltonarter.
I 1713 blev Bach tilbudt en stilling i Halle, hvor han havde rådgivet byens myndigheder om restaureringen af Mariakirkens orgel. Han takkede dog nej og blev i stedet forfremmet til kapelmester ved Weimar-hoffet. Det gav ham mulighed for at arbejde med et stort, velfinansieret ensemble af professionelle musikere. Som kapelmester fik han blandt andet til opgave at opføre en ny kirkekantate i slotskapellet hver måned. Blandt de første var Himmelskönig, sei willkommen (marts 1714) til palmesøndag, Weinen, Klagen, Sorgen, Zagen (april 1714) til fjerde søndag efter påske og Erschallet, ihr Lieder, erklinget, ihr Saiten! (maj 1714) til pinse. Bachs første julekantate, Christen, ätzet diesen Tag, blev sandsynligvis uropført enten i 1714 eller 1715.
I 1717 kom Bach i konflikt med sin arbejdsgiver i Weimar. Han havde gentagne gange, og med stor vedholdenhed, anmodet om at blive afskediget. Ifølge et hofdokument blev han derfor den 6. november 1717 "indsat i amtsdommerens detention for sine stædige forsøg på at gennemtvinge en afskedigelse." Den 6. december blev han løsladt med besked om, at han omsider var "blevet afskediget i vanære."

### Köthen (1717-1723)
Allerede samme år blev Johann Sebastian Bach ansat som kapelmester af fyrst Leopold af Anhalt-Köthen. Leopold, der selv var musikudøver, satte stor pris på Bachs evner, aflønede ham generøst og gav ham betydelig kunstnerisk frihed. Som calvinist var fyrsten modstander af liturgisk kirkemusik, og derfor er langt størstedelen af Bachs kompositioner fra tiden i Köthen verdslige. De omfatter blandt andet orkestersuiter, cellosuiter, violinsonater og -partitaer samt de berømte Brandenburgische Konzerte. Bach komponerede desuden flere verdslige kantater til hoffet, heriblandt Die Zeit, die Tag und Jahre macht (1719).
Den 7. juli 1720, mens Bach og fyrst Leopold opholdt sig i Karlsbad i det nuværende Tjekkiet, døde Bachs hustru Maria Barbara pludseligt. Året efter mødte han Anna Magdalena Wilcke, en talentfuld sopran, der netop var blevet ansat ved hoffet i Köthen. De blev gift den 3. december 1721 og fik sammen 13 børn, hvoraf seks overlevede barndommen: Gottfried Heinrich, Elisabeth Juliane Friederica, Johanna Carolina, Regina Susanne, Johann Christoph Friedrich og Johann Christian. De to sidstnævnte opnåede senere selv anerkendelse som komponister og musikere.

### Leipzig (1723-1750)
I 1723 blev Johann Sebastian Bach udnævnt til Thomaskantor i Leipzig i Kurfyrstendømmet Sachsen. Stillingen indebar ansvar for musikundervisningen ved Thomasskolen samt for at forsyne byens vigtigste kirker – Thomaskirken, Nikolaikirken, Neue Kirche og Peterskirken – med nye kompositioner. Leipzig var det førende musikcentrum i det protestantiske Tyskland, og Bach beholdt posten som Thomaskantor de næste 27 år, frem til sin død. Gennem årene opnåede han tillige æresstillinger ved hofferne i Köthen og Weissenfels samt ved kurfyrste Frederik August 1. af Sachsens hof i Dresden. Kurfyrsten regerede samtidig Polen som August 2. Bach havde dog jævnligt konflikter med sine arbejdsgivere, Leipzigs byråd, som han anså for smålige og uvillige til at støtte hans musikalske ambitioner.

#### Udnævnelse tilThomaskantor(1723)
Johann Kuhnau havde været Thomaskantor i Leipzig fra 1701 frem til sin død den 5. juni 1722. Johann Sebastian Bach havde mødt Kuhnau ved flere lejligheder: I 1714 deltog han i gudstjenesten i Thomaskirken på 1. søndag i advent, i 1716 mødtes de ved indvielsen af et orgel i Halle, og i 1717 inspicerede Bach orglet i Leipzigs Pauluskirke.
Stillingen som Thomaskantor blev først tilbudt Bach, efter at både Georg Philipp Telemann og Christoph Graupner havde afslået den. Begge valgte at blive i deres respektive embeder i Hamborg og Darmstadt, efter at have brugt tilbuddet fra Leipzig som løftestang til bedre arbejdsvilkår.
Som Thomaskantor fik Bach ansvar for at undervise eleverne ved Thomasskolen i sang og for at levere ny kirkemusik til byens vigtigste kirker. Han var desuden forpligtet til at undervise i latin, men fik dispensation til at uddelegere denne opgave til fire præfekter, som også bistod i musikundervisningen. En af de mest krævende opgaver bestod i at komponere og levere en ny kantate til hver søndagsgudstjeneste samt til alle kirkelige helligdage.

#### Kantatecyklusser og Collegium Musicum (1723-1739)
Johann Sebastian Bach dirigerede ofte selv opførelsen af sine kantater. Han tiltrådte officielt embedet som Thomaskantor den 30. maj 1723 og dirigerede samme dag sin første nye kantate, Die Elenden sollen essen, i Nikolaikirken. Bach organiserede sine kantater i cyklusser, hvoraf tre nævnes i samtidige nekrologer, og tre stadig eksisterer. Af de mere end 300 kantater, han komponerede i Leipzig, er over 100 desværre gået tabt. De fleste af hans kirkekantater er udformet som musikalske udlægninger af den evangelietekst, der blev prædiket over pågældende søndag i det lutherske kirkeår. Den anden af Bachs kantatecyklusser, som han indledte i 1724, bestod udelukkende af koraler baseret på eksisterende salmer. Den omfatter blandt andet O Ewigkeit, du Donnerwort (1724), Wachet auf, ruft uns die Stimme (1731), Nun komm, der Heiden Heiland (1724) og Wie schön leuchtet der Morgenstern (1725).
Sangerne rekrutterede Bach hovedsageligt blandt eleverne på Thomasskolen. For at sikre dem en ekstra indtægt deltog de desuden ved bryllupper og begravelser, hvortil Bach sandsynligvis skrev mindst seks motetter. Han opførte også jævnligt motetter af andre komponister.
Bachs forgænger som Thomaskantor, Johann Kuhnau, havde desuden fungeret som kapelmester ved Leipzig Universitets Pauluskirke. Bach fik derimod kun ansvar for musikken dér ved særlige højtider. Da han anmodede om også at få ansvaret for de almindelige søndagsgudstjenester mod en passende lønforhøjelse, blev ønsket afvist. Herefter mistede han hurtigt interessen for Pauluskirken, som han kun lejlighedsvis besøgte. Ironisk nok havde Pauluskirken det mest moderne og velklingende orgel i byen – bedre end både Thomas- og Nikolaikirkernes. Selvom orgelspil ikke indgik i hans officielle pligter, skal Bach efter sigende have nydt at spille på Paulusorglet for sin egen fornøjelses skyld.
I maj 1729 udvidede Bach sit virke i Leipzig, da han overtog ledelsen af det verdslige ensemble Collegium Musicum. Det var en af flere private musikforeninger i større tyske byer, grundlagt af musikinteresserede universitetsstuderende og som regel ledet af byens mest prominente professionelle musiker. Med overtagelsen af ensemblet konsoliderede Bach sin i forvejen dominerende position i Leipzigs musikliv. Collegium Musicum optrådte ugentligt enten i Café Zimmermanns lokaler på Katharinenstraße eller i caféens have uden for byporten. Ved disse koncerter fremførte Bach både ældre orkesterværker, herunder Brandenburgische Konzerte, og nyere kompositioner såsom Clavierübung (1731–41) og Kaffeekantate (ca. 1734). De populære, gratis koncerter ophørte i 1741, da caféens ejer, Gottfried Zimmermann, døde.
I 1733 komponerede Bach en messe i b-mol, som han dedikerede til kurfyrst Frederik August 2. af Sachsen. Med dette værk håbede han at vinde kurfyrstens gunst og dermed opnå titlen som hofkomponist. Dedikationen indgik i Bachs langvarige kamp for at styrke sin forhandlingsposition over for Leipzigs byråd. Strategien bar frugt, da han i 1736 officielt blev udnævnt til hofkomponist ved det saksiske hof i Dresden.

#### Senere år (1740-1750)
Fra 1740 til 1748 transskriberede og omarrangerede Johann Sebastian Bach værker skrevet i den ældre polyfone stil – den såkaldte prima pratica – af komponister som Giovanni Pierluigi da Palestrina, Johann Caspar Kerll, Pietro Torri, Giovanni Battista Bassani, Francesco Gasparini og Antonio Caldara. Samtidig skrev han egne værker, der integrerede polyfone strukturer samt andre træk fra prima pratica – eksempelvis Goldberg-Variationen. I samme periode omarrangerede han også værker af samtidige komponister som Georg Friedrich Händel, Gottfried Heinrich Stölzel, Giovanni Battista Pergolesi og Johann Gottlieb Goldberg. Derudover reviderede han flere af sine tidligere værker, herunder Matthäus-Passion, Johannes-Passion (1724) og Achtzehn Choräle.
I 1746 blev Bach medlem af Lorenz Christoph Mizlers musikvidenskabelige selskab, Correspondierende Societät der musicalischen Wissenschaften. Ved optagelsen skulle han indsende både en komposition og et portræt af sig selv. Han valgte henholdsvis Canonische Veränderungen (1746) og et portræt malet af Elias Gottlob Haussmann. I maj 1747 besøgte Bach Frederik 2. af Preussens hof i Potsdam. Under besøget spillede kongen et musikalsk tema for ham og bad ham improvisere over det på et hammerklaver, som dengang stadig var en nyhed. Efter sin hjemkomst til Leipzig komponerede Bach Musikalisches Opfer (1747) over dette Thema Regium ("Kongens tema"), som han dedikerede til Frederik 2.
I sine sidste leveår koncentrerede Bach sig især om to store værker: Die Kunst der Fuge og H-Moll-Messe. Omkring 1742 begyndte han at skrive og revidere de fugaer og kanoner, der skulle indgå i Die Kunst der Fuge, et værk han arbejdede på frem til sin død. Samtidig arbejdede han videre på H-Moll-messe, baseret på den messe, han i 1733 havde dedikeret til kurfyrst Frederik August 2. Selvom Bach nåede at færdiggøre værket året før sin død, blev det først opført i sin helhed efter hans bortgang.
I januar 1749 blev Bachs datter, Elisabeth Juliane Friederica, gift med hans elev Johann Christoph Altnickol. På dette tidspunkt var Bachs helbred begyndt at svigte. Den 2. juni skrev grev Heinrich von Brühl til Leipzigs borgmestre for, "i tilfælde af hr. Bachs død," at anbefale sin egen kapelmester, Gottlob Harrer, som ny Thomaskantor. I marts og april 1750 gennemgik Bach to øjenoperationer for begyndende blindhed. Operationerne blev udført af den britiske læge John Taylor, der i dag ofte betegnes som en kvaksalver. Taylor menes at have forårsaget blindhed hos hundredvis af patienter med sine behandlinger. Bach døde den 28. juli 1750 som følge af komplikationer efter operationerne.
Ved sin død ejede Bach syv cembaloer, tre violiner, tre bratscher, en gambe, en lut, et spinet og 52 teologiske skrifter – heriblandt værker af Martin Luther og Josefus. Hans søn, Carl Philipp Emanuel Bach, sørgede for, at det ufuldendte Die Kunst der Fuge blev udgivet i 1751. Sammen med sin fars tidligere elev, Johann Friedrich Agricola, skrev han også Bachs nekrolog til det musikvidenskabelige tidsskrift Musikalische Bibliothek.
Bach blev oprindeligt begravet på Alter Johannisfriedhof i Leipzig. Hans grav forblev ukendt i næsten 150 år, indtil hans jordiske rester i 1894 blev genfundet og overført til krypten i Johanneskirken. Kirken blev imidlertid ødelagt under de allieredes bombardementer under 2. Verdenskrig, og i 1950 blev de tilbageværende jordiske rester, man mener tilhører Bach, overført til Thomaskirken, hvor han ligger begravet i dag.

## Indflydelse
I det 18. århundrede blev Johann Sebastian Bachs musik primært værdsat af indviede musikelskere og fagfolk. Først i begyndelsen af det 19. århundrede udkom den første biografi om ham, og mod slutningen af århundredet afsluttede det tyske Bach-Gesellschaft arbejdet med at udgive samtlige kendte værker. Med den voksende interesse for tidlig musik i det 20. århundrede er Bach blevet anerkendt som en af de største komponister i musikhistorien. Det berømte BACH-motiv, som han selv anvendte i flere af sine værker, er siden blevet brugt af utallige komponister som en musikalsk hyldest til hans geni og arv.

### 18. århundrede
I sin samtid nød Johann Sebastian Bach bred anerkendelse blandt sine fagfæller, selvom hans ry primært byggede på hans virtuose evner som organist snarere end som komponist. Han blev officielt hædret, da han i 1736 blev udnævnt til hofkomponist af Frederik August 2. af Sachsen. Bach vakte desuden interesse hos flere prominente skikkelser, herunder Frederik 2. af Preussen og den russiske diplomat Hermann Karl von Keyserling. Han havde dog også sine kritikere, såsom Johann Adolf Scheibe, som offentligt kritiserede Bachs musik for at være for kunstfærdig og kompliceret.
I årene umiddelbart efter Bachs død aftog interessen for hans musik, som nu blev betragtet som gammeldags i forhold til den fremvoksende galante stil. I denne periode blev Bach især husket som en fremragende organist og lærer. Det skyldtes blandt andet, at han i sin levetid hovedsageligt havde fået trykt og udgivet værker for orgel og cembalo, hvilket begrænsede hans gennemslag i bredere musikalske kredse.
Mange af Bachs partiturer blev arvet af hans efterkommere, men da ikke alle var lige omhyggelige med at bevare dem, gik en betydelig del af hans produktion tabt. Hans næstældste søn, Carl Philipp Emanuel Bach, gjorde dog en stor indsats for at sikre faderens musikalske arv. Han skrev blandt andet nekrologen over sin far, opførte flere af hans værker og bevarede hovedparten af hans ufuldendte kompositioner. Bachs ældste søn, Wilhelm Friedemann Bach, opførte ligeledes flere af faderens værker, men solgte dele af sin arvede partitursamling, da han kom i økonomiske vanskeligheder. Flere af Bachs elever – såsom Johann Christoph Altnickol, Johann Friedrich Agricola, Johann Kirnberger og Johann Ludwig Krebs – arbejdede også for at bevare og udbrede kendskabet til hans musik. Interessen for Bach bredte sig dermed ud over professionelle musikmiljøer. Ved Frederik 2.s hof i Berlin blev hans musik eksempelvis dyrket af embedsmanden Daniel Itzig, hvis døtre modtog undervisning af både Kirnberger og Wilhelm Friedemann Bach. En af døtrene, mæcenen Sara Itzig Levy, blev siden en passioneret samler af Bach-familiens musik og spillede en vigtig rolle i bevaringen af deres værker.
I slutningen af det 18. århundrede begyndte en ny generation af musikere og musikelskere at samle og kopiere Bachs værker, som ofte blev opført i private hjem. Den østrigske diplomat Gottfried van Swieten spillede en afgørende rolle i udbredelsen af Bachs musik blandt de wienerklassiske komponister. Joseph Haydn ejede eksemplarer af både Das Wohltemperierte Klavier og H-Mol-Messe, som fik stor betydning for hans eget arbejde. Wolfgang Amadeus Mozart ejede en af Bachs motetter, transskriberede flere af hans instrumentalværker og lod sig inspirere af hans kontrapunktiske teknikker. Ludwig van Beethoven kunne som 11-årig spille hele Das Wohltemperierte Klavier udenad og beskrev Bach som "harmonikkens fader."

### 19. århundrede
I 1802 udgav musikologen Johann Nikolaus Forkel den første biografi om Johann Sebastian Bach, Ueber Johann Sebastian Bachs Leben, Kunst und Kunstwerke, som han dedikerede til Gottfried van Swieten. I 1805 erhvervede Abraham Mendelssohn, som var gift med et barnebarn af Daniel Itzig og far til komponisterne Felix og Fanny Mendelssohn, en stor samling partiturer, som Carl Philipp Emanuel Bach havde arvet efter sin fars død. Han donerede samlingen til Sing-Akademie i Berlin.
I begyndelsen af det 19. århundrede blev flere af Bachs hidtil uudgivne værker trykt for første gang. I Tyskland udgav forlæggerne Breitkopf og Hoffmeister henholdsvis hans koraler og cembaloværker, mens Das Wohltemperierte Klavier i 1801 blev udgivet samtidigt i Tyskland, Schweiz og Østrig af henholdsvis Simrock, Nägeli og Hoffmeister. I de følgende år udkom blandt andet hans motetter, Magnificat (1723 og 1733), Lutherische Messe A-dur og Ein feste Burg ist unser Gott (ca. 1723). I 1818 omtalte musikforlægger Hans Georg Nägeli H-Moll-Messe som det største værk i musikhistorien.
Disse udgivelser fik afgørende betydning for den unge generation af tidlige romantiske komponister. I 1822 skrev Abraham Mendelssohns søn, den 13-årige Felix Mendelssohn, sit eget Magnificat, stærkt inspireret af Bachs version. Hans opførelse af Matthäus-Passion i 1829 blev et vendepunkt og indvarslede en omfattende Bach-renæssance i midten af det 19. århundrede. Johannes-Passion blev opført i 1833, og H-Mol-Messe fulgte i 1844, hvor den samtidig blev udgivet sammen med Bachs kantater og orgelværker. I 1835 begyndte Frédéric Chopin at komponere sine 24 præludier, inspireret af Das Wohltemperierte Klavier, og ti år senere udgav Robert Schumann sin fugasamling Sechs Fugen über den Namen BACH. Bachs musik blev ikke blot genopført, men også omarrangeret, så den passede til tidens æstetik og opførelsespraksis. Komponister som Carl Friedrich Zelter, Robert Franz og Franz Liszt bidrog til denne transformation, mens værker som Charles Gounods Ave Maria (1853) indskrev Bach i nye kontekster. Johannes Brahms, Anton Bruckner og Richard Wagner var blandt de mange romantiske komponister, der udtrykte dyb beundring for Bach og hans værker.
I 1850 blev det tyske Bach-Gesellschaft grundlagt med det formål at fremme og udbrede kendskabet til Bachs musik. Ved århundredets afslutning havde selskabet udgivet alle kendte værker af Bach. I 1854 blev Bach inkluderet i musikskribenten Peter Cornelius' "tre B’er" sammen med Ludwig van Beethoven og Hector Berlioz over musikhistoriens største skikkelser. Mellem 1873 og 1880 udgav Philipp Spitta det monumentale standardværk Johann Sebastian Bach. I løbet af det 19. århundrede udkom omkring 200 bøger om Bach, og ved indgangen til det 20. århundrede fandtes der dedikerede Bach-selskaber i en lang række europæiske byer. Hans musik blev opført på alle større scener, og hans navn stod fast som et af de største i musikhistorien.

### 20. århundrede
Johann Sebastian Bachs renæssance fortsatte op gennem det 20. århundrede, hvor nogle af klassisk musiks største navne – herunder Willem Mengelberg, Pablo Casals, Edwin Fischer, Georges Enescu, Herbert von Karajan, Helmut Walcha, Wanda Landowska og Dietrich Fischer-Dieskau – indspillede og formidlede hans værker for et bredt publikum.
I anden halvdel af århundredet voksede en historisk informeret tilgang til musikopførelse frem, hvor Bachs værker i stigende grad blev fremført på cembalo og andre tidstypiske barokinstrumenter. Man begyndte samtidig at reducere antallet af sangere og instrumentalister for at efterligne de mindre besætninger, Bach selv havde til rådighed. Hans musik nåede også nye og utraditionelle målgrupper: Ferruccio Busonis senromantiske klaverfortolkninger, Leopold Stokowskis orkestreringer i Walt Disney-filmen Fantasia (1940), The Swingle Singers' jazzfortolkninger på Jazz Sébastien Bach 1–2 (1963 og 1968), og Wendy Carlos' elektroniske versioner på Switched-On Bach (1968) og The Well-Tempered Synthesizer (1969) introducerede Bachs musik for nye generationer og nye formater.
Også komponister i det 20. århundrede lod sig inspirere af Bach og integrerede hans temaer og teknikker i egne værker. Blandt eksemplerne er Eugène Ysaÿes Six sonates pour violon seul (1923), Dmitrij Sjostakovitjs 24 præludier og fugaer (1950–51) og Heitor Villa-Lobos' Bachianas Brasileiras (1930–45). Samtidig blev Bachs liv og værk genstand for omfattende videnskabelig forskning. Årsskriftet Bach-Jahrbuch, udgivet af Neue Bachgesellschaft siden 1904, samt biografier af blandt andre Albert Schweitzer, Charles Sanford Terry, Alfred Dürr, Christoph Wolff, Peter Williams og John Butt har alle bidraget til en dybtgående forståelse af hans musik. Den første udgave af Bach-Werke-Verzeichnis (1950) skabte en systematisk oversigt over hans samlede værk og er fortsat et centralt referenceværk.
I 1977 blev tre af Bachs værker udvalgt til at repræsentere menneskelig kultur på de guldbelagte grammofonplader, der blev sendt med Voyager-rumsonderne: Første sats fra den anden Brandenburgische Konzerte, dirigeret af Karl Richter; tredje sats fra den tredje violinsonate, fremført af Arthur Grumiaux; og det første præludium og fuga fra Das Wohltemperierte Klavier, spillet af Glenn Gould. Bach blev også hædret på mange andre måder i det 20. århundrede. Adskillige statuer blev rejst til hans minde, og gader i mange lande blev opkaldt efter ham. Flere ensembler tog navn efter ham, herunder den amerikanske Bach Aria Group, de tyske Deutsche Bachsolisten og Bachchor Stuttgart, samt det japanske Bach Collegium Japan. Derudover blev en række internationale priser og musikfestivaler oprettet i hans navn for at videreføre interessen for hans musik i både klassiske og moderne sammenhænge.

### 21. århundrede
I det 21. århundrede er Johann Sebastian Bachs værker blevet mere tilgængelige end nogensinde før. Gennem initiativer som International Music Score Library Project (IMSLP) har offentligheden fået gratis adgang til partiturerne til hans musik, og databasen Bach Digital tilbyder digitaliserede kilder – både fra Bachs egen hånd og fra andre medlemmer af Bach-familien. Samtidig er der udkommet en række nye biografier, blandt andet skrevet af Christoph Wolff, Peter Williams og John Eliot Gardiner, som har givet fornyet indblik i hans liv og kunstneriske virke.
I 2015 blev Bachs håndskrevne partitur til H-Mol-Messe, som opbevares på Statsbiblioteket i Berlin, optaget på UNESCOs Memory of the World-program, der har til formål at beskytte og bevare verdens væsentligste skriftlige kulturarv.
I 2019 blev Bach kåret som musikhistoriens største komponist af BBC Music Magazine, på baggrund af en rundspørge blandt 174 nulevende komponister fra den klassiske musikverden.